# 奧利·哈斯基維
奥利·哈斯基维（Olli Haaskivi，约1986年8月14日—）是一位芬兰裔美国男演员。

## 早年生活和家庭
他生于俄亥俄州克利夫兰，他的父亲是芬兰足球运动员凯·哈斯基维，曾效力于克利夫蘭力量足球隊。當哈斯基維8歲時，他一家搬到了佛罗里达州。他的表兄是前國家冰球聯盟冰球運動員尼克拉斯·哈格曼。

## 职业
他从九年级开始就读于萨拉索塔的布克高中，畢業後，他在密歇根大學音樂、劇院和舞蹈學院學習音樂劇。在那段時間裡，他出演了《蘇斯兩兩開心》。2012年，他在電視劇《記憶神探》的一集中露臉，這是他首次參演電視劇。
2019年，哈斯基维在《布魯克林孤兒》中饰演一个小角色。 他也在漫威电影宇宙迷你劇集《獵鷹與酷寒戰士》中客串飾演内格尔博士（Dr. Nagel）。在2023年上映的電影《奧本海默 》中他飾演愛德華·康登。

## 个人生活
哈斯基维拥有美国和芬兰双重国籍。 